# Nicolas Joseph Daine
Nicolas Joseph Daine (Andenne, 13 oktober 1782 - Charleroi, 10 oktober 1843) was een Frans, Zuid-Nederlands en later Belgisch militair die een dubbelrol speelde in de Belgische Opstand. Als aanvoerder van het Maasleger schaarde hij zich achter de opstand en trok hij op tegen het Nederlandse regeringsleger in de Tiendaagse Veldtocht, maar tegelijk had hij een verregaande verstandhouding met de orangisten. Hij was een man met veel schulden die geld heeft aanvaard van beide kampen.

## Carrière als Frans en Nederlands militair
Daine was een militair die deelnam aan veldtochten van het Franse revolutionaire en napoleontische leger
tussen 1795 en 1813. De Belgische departementen waren toen ingelijfd bij Frankrijk. Als twaalfjarige tamboer nam hij dienst in een vrijwilligersbataljon van het Armée de Sambre-et-Meuse. Hij vocht als adjudant in Nederland (1795-1797), dan in het Duitse Rijk (1797-1803), in Boulogne-sur-Mer (1803-1804), als kapitein en bataljonchef van het 10e Poolse regiment in Polen (1805-1807), in Rusland (1812-1813) en ten slotte als kolonel in Danzig in 1813. Alle zes keren raakte hij gewond. Ook kreeg hij vier eervolle vermeldingen.
Na zijn terugkeer uit Russische gevangenschap vervoegde Daine zich in 1815 bij het Nederlandse leger met de graad van kolonel. Hij voerde het bevel over het 24e bataljon. Het volgende jaar werd hij brigadegeneraal in het Verenigd Koninkrijk der Nederlanden. Hij werd aangeklaagd voor wisselfraude in 1821, maar het proces had geen voortgang en enkele jaren later verstrekte koning Willem hem 43.000 gulden om zijn schulden aan te zuiveren. In 1826 kreeg Daine de standplaats Limburg toegewezen.

## Belgisch commandant van twijfelachtige loyaliteit

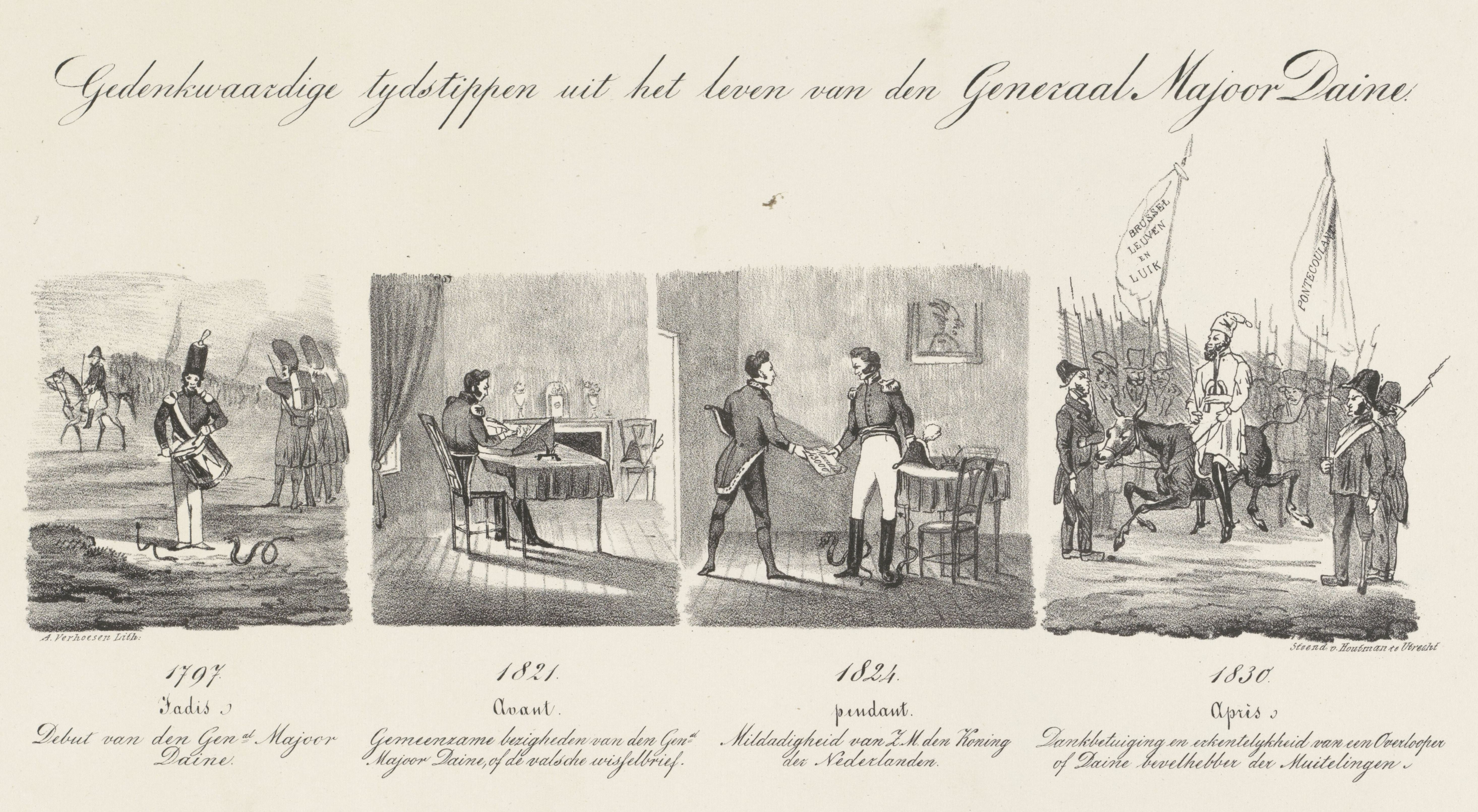
Nederlandse spotprent die Daines overloperij naar de Belgen laakt in vier fases uit zijn leven: tamboer bij de Fransen (1795), schrijver van een valse wissel (1821), begunstigde van koning Willem (1824) en overloper die door de muiters aanvoerder wordt gemaakt (1830). Hij zit op een ezel en naast hem staat Jambe de Bois.

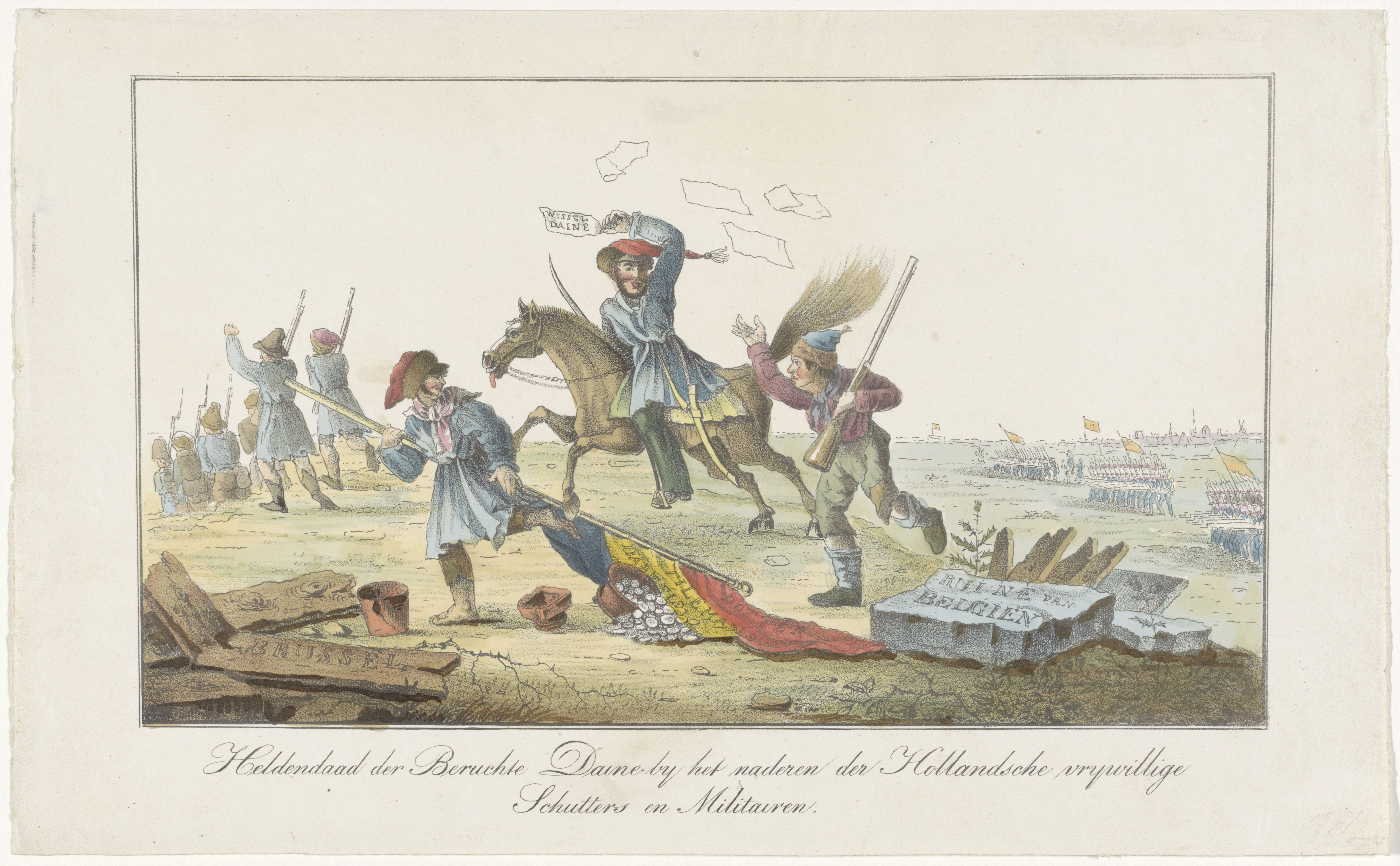
Nederlandse spotprent na de Slag om Hasselt: Daine slaat op de vlucht en strooit met valse wisselbrieven.

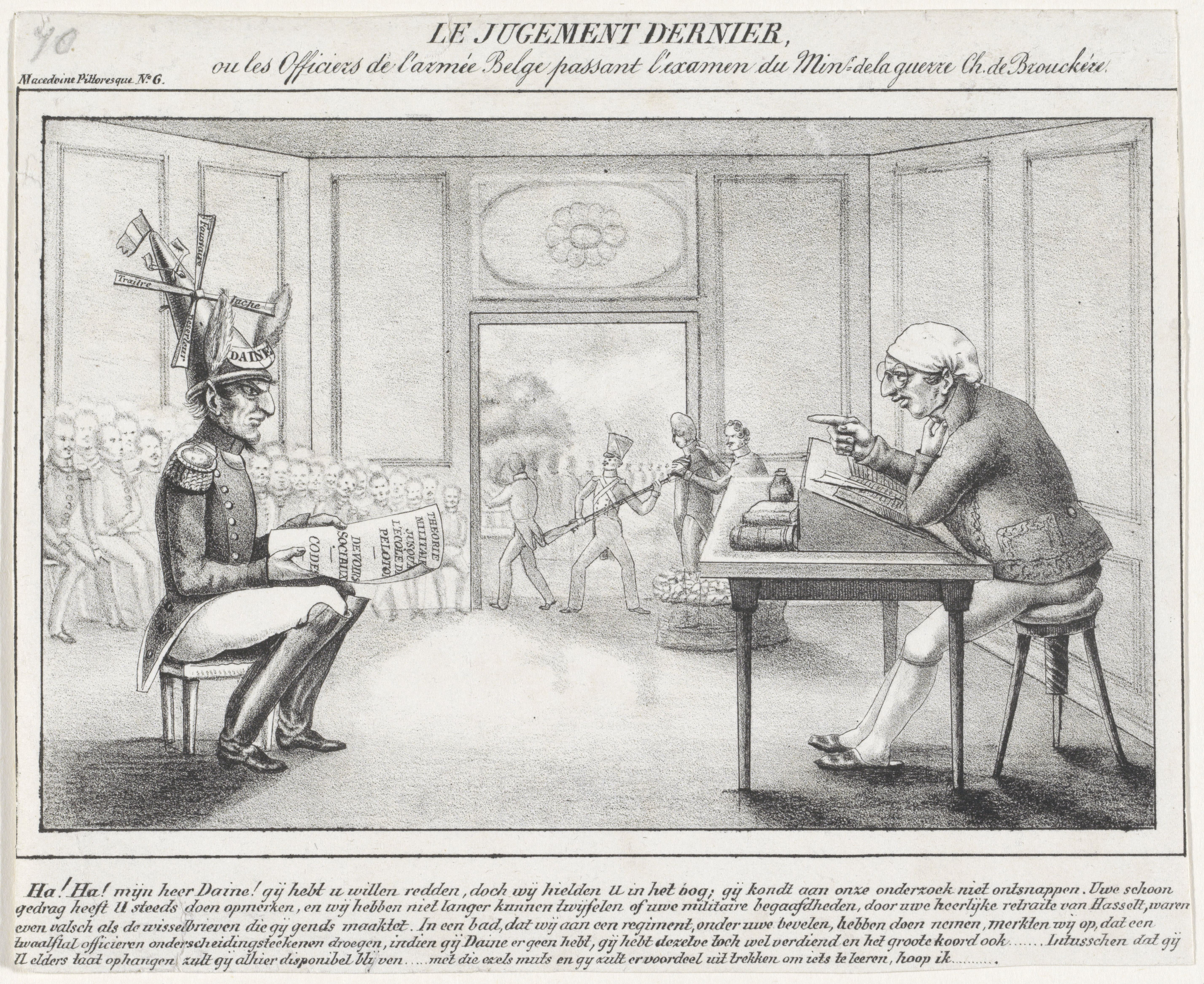
Nederlandse spotprent over het Belgische onderzoek naar Daine na de Tiendaagse Veldtocht: Daine wordt ondervraagd door minister Charles de Brouckère. Op de vier wieken van zijn ezelsmuts staan de woorden verrader, vervalser, lafaard en deserteur.

Tijdens de Belgische Revolutie in 1830 werd hij een van de belangrijkste commandanten van het opstandelingenleger, doordat hij met het Maasleger de kant van de opstand koos. Nog in het Nederlandse leger werd hij in september 1830 door generaal Dibbets uitgestuurd aan het hoofd van 1500 man uit om de Luikse citadel te bevoorraden, maar hij liet zich door Luikse revolutionairen omkopen om Venlo in te nemen, wat plaatsvond op 11 november. Zoals overeengekomen leverde het hem de graad van luitenant-generaal in het Belgische leger op. Met zijn leger wist hij geheel Limburg te bezetten, met uitzondering van Maastricht (zie blokkade van Maastricht). Hij had geen hoge dunk van zijn troepen en liet het woord 'vampieren' vallen.
In het voorjaar 1831 was Daine betrokken bij een mislukte contrarevolutionaire actie tegen het Voorlopig Bewind met de bedoeling het gezag van koning Willem te herstellen of zijn zoon op de Belgische troon te brengen. Hij werd benaderd door de vermogende Oranjegezinden John Cockerill en graaf de Borchgrave om voor geld over te lopen. Henri Grégoire, hun verbindingsman in Den Haag, koesterde argwaan tegenover Daine en eiste dat hij een schriftelijk contract zou ondertekenen. Daine weigerde dat en wenste geld op tafel. De Prins van Oranje verstrekte het hem, tegen de wens van de orangistische leiders in. De onderhandelingen in Luik hadden danig aangesleept en op 25 maart werden generaal Jacques Van der Smissen en andere complotterende officieren ontdekt. In die situatie was het zinloos om op Brussel te marcheren of andere plannen ten uitvoer te brengen.
Daine was niet betrapt en hield zijn opties open. Ongetwijfeld had hij affectieve banden met de Prins van Oranje en de restauratiegedachte. In de aanloop naar de Tiendaagse Veldtocht werd hij opnieuw benaderd door de orangisten. Met James Cockerill onderhandelde hij in Hasselt en op 28 juli in het buitenverblijf van Ernest de Senzeilles in Hamal. Hij zou 100.000 gulden krijgen om door manoeuvers het Maasleger en het Scheldeleger gescheiden te houden zodat de Nederlanders konden doorstoten naar Leuven en Brussel. De eis om dit schriftelijk te formaliseren ging hem echter te ver en ook dacht hij dat Frankrijk en Engeland Leopold op de troon zouden houden.
Toen de inval in augustus 1831 plaatsgreep, deed Daine als commandant van het Maasleger en van de strijdkrachten in de provincie Limburg enkele merkwaardige manoeuvers. Hij bracht zijn leger in gereedheid maar volgde het bevel om zich bij het Scheldeleger te voegen niet op en trok niet op Diest om de opening tussen beide legeronderdelen te dichten. De Nederlanders spoedden zich door de bres naar het onverdedigde Diest en hadden de oorlog toen feitelijk al beslist. Op 7 augustus boekte Daine een succesje in de Slag bij Kermt om dan op 8 augustus niet op te trekken naar Diest maar terug te trekken naar Luik en zonder veel weerstand de Slag om Hasselt te verliezen. Terwijl het Scheldeleger verslagen werd bij Boutersem, bracht hij met Oorlogsminister Amédée de Failly zijn strijdkrachten op ordeloze wijze naar Luik, waar hij evenmin deelnam aan de operaties. Door de Franse tussenkomst, die de krijgskansen volledig deed keren, gingen de Luikse Oranjegetrouwen echter niet over tot actie. Terlinden oordeelde in 1948 dat Daine zoveel fouten had begaan in de Tiendaagse Veldtocht dat zijn incompetentie alleen die onmogelijk nog kon verklaren. Hoewel er geen boekhoudkundig spoor van is, acht Els Witte het waarschijnlijk dat hij in juli een geldsom had ontvangen van de Prins van Oranje, zoals hij eerder had gekregen in maart. Tijdens de operaties had Daine trouwens een voorraad oranje kokardes en lintjes bij.
Na afloop beschuldigde de publieke opinie in België Daine van ongehoorzaamheid en verraad. Er kwam een onderzoekscommissie, die hem vrijsprak. In april 1832 kon hij – na gesprekken met koning Leopold – weer in dienst en op 20 november werd hem een nieuw commando toevertrouwd. Toen de spanningen in 1838 terug opliepen, werd hij naar Venlo gestuurd, een belangrijke grenspost waar hij op veilige afstand was en scherp in de gaten werd gehouden door Belgische spionnen. Na het vredesverdrag van 1839 kwam hij aan het hoofd van de 4e territoriale divisie in Bergen. Het orangistische gevaar was echter niet geweken, daar men de Belgische onvrede over het verdrag probeerde te mobiliseren. Daine werd een derde keer benaderd door de orangisten, die hem voorstelden een snelle mars op Brussel te houden en er een staatsgreep te plegen. Hij zou de leiding krijgen en mocht zijn prijs bepalen. Begin juli werd 250.000 frank uitgekeerd, maar op 20 en 21 juli daagde Daine niet op voor de vergadering. Hij was van oordeel dat er te veel risico was zolang niet meer officieren bij de plannen werden betrokken. Hij brak met generaal Auguste Van der Meere, die wel doorging met het plan en onder huisarrest eindigde. Er volgde een proces waarop Daine opnieuw werd vrijgesproken. Omdat hij blijkbaar kennis had gehad van het complot zonder tussen te komen, werd hij van zijn actieve commando ontheven. Hij stierf in 1843.

## Onderscheidingen
- Commandeur Orde van Isabella de Katholieke Spanje
- Officier Orde voor Militaire Verdienste
- Orde van de Witte Adelaar Polen
- Ridder Legioen van Eer Frankrijk
- Officier Leopoldsorde en IJzeren Kruis 1830

## Voetnoten
1. ↑  André CORDEWIENER, L'opposition contre-révolutionnaire: « industriels » réunionistes et orangistes 1830 - 1839, § 87, in: id., Organisations politiques et milieux de presse en régime censitaire. L'expérience liégeoise de 1830 à 1848, 1978. ISBN 9791036516436

- Bibliothèque nationale de France: cb121042871 (data)
- Biografisch Portaal: 29198201
- Gemeinsame Normdatei: 117617210
- International Standard Name Identifier: 0000 0000 2055 9558
- Nederlandse Thesaurus van Auteursnamen: 074125974
- Virtual International Authority File: 18004090
- WorldCat: E39PBJpJbVHfCXphpPVThbrg8C